# Pays d'Aix Université Club handball
Il Pays d'Aix Université Club handball è una squadra di pallamano francese avente sede a Aix-en-Provence.

Il club è stato fondato nel 1955 ed attualmente milita in Division 1 del campionato francese.

Disputa le proprie gare interne presso Gymnase Val de l'Arc di Aix-en-Provence il quale ha una capienza di 2.500 spettatori.